# Magomiet Gadżyjew
Magomiet Imadutdinowicz Gadżyjew (ros. Магомет Имадутдинович Гаджиев, ur. 7 grudnia?/20 grudnia 1907 w aule Miegieb w Dagestanie, zm. 13 lipca 1942 na Morzu Barentsa) – radziecki wojskowy, kapitan II rangi, pierwszy dagestańczyk Bohater Związku Radzieckiego (1942).

## Życiorys
Urodził się w awarskiej rodzinie chłopskiej. Od kwietnia 1920 do maja 1922 służył w Armii Czerwonej, jako telefonista uczestniczył w działaniach wojennych na Północnym Kaukazie, później do 1925 uczył się w dagestańskim technikum pedagogicznym. Od 1925 służył w Robotniczo-Chłopskiej Czerwonej Flocie, w 1930 został członkiem partii komunistycznej, w 1931 ukończył Szkołę Marynarki Wojennej im. Michaiła Wasiljewicza Frunzego, potem był marynarzem okrętów podwodnych Floty Czarnomorskiej. W sierpniu 1933 przeszedł do Floty Pacyficznej, gdzie dowodził okrętamii podwodnymi, 1937-1939 studiował w Akademii Marynarki Wojennej im. Woroszyłowa, po czym został skierowany do Floty Północnej jako szef oddziału Wydziału Przygotowania Bojowego Sztabu Floty Północnej, 3 października 1940 został dowódcą 1 dywizjonu okrętów podwodnych.
Od czerwca 1941 brał udział w wojnie z Niemcami, 30 lipca 1941 otrzymał stopień kapitana II rangi. Dowodzony przez niego dywizjon okrętów podwodnych przeprowadził 12 operacji, w których zatopił 10 transportów i okrętów wroga. 13 lipca 1943 zginął w czasie ataku niemieckiego samolotu na radzieckie okręty podwodne.

## Odznaczenia
- Złota Gwiazda Bohatera Związku Radzieckiego (pośmiertnie 23 października 1942)
- Order Lenina (dwukrotnie - 23 grudnia 1935 i pośmiertnie 23 października 1942)
- Order Czerwonego Sztandaru (3 kwietnia 1942)
- Medal jubileuszowy „XX lat Robotniczo-Chłopskiej Armii Czerwonej” (1938)